# Nado sincronizado nos Jogos Pan-Americanos de 1979
As competições de nado sincronizado nos Jogos Pan-Americanos de 1979 foram realizadas em Cidade do México, México. Esta foi a quinta edição do esporte nos Jogos Pan-Americanos. Esta foi a primeira vez em que um evento individual e um dueto não foram vencidos por americanas.

## Individual
| POSIÇÃO | NADADORA                    |
| ------- | --------------------------- |
|         | Helen Vanderburg (CAN)      |
|         | Michele Beaulieu (USA)      |
|         | Lourdes de la Guardia (CUB) |

## Dueto
| POSIÇÃO | NADADORAS                               |
| ------- | --------------------------------------- |
|         | Kelly Kryczka & Helen Vanderburg (CAN)  |
|         | Michele Barone & Linda Shelley (USA)    |
|         | Mireya Andrade & Gabriela Terroba (MEX) |

## Equipes
| POSIÇÃO | NAÇÃO              |
| ------- | ------------------ |
|         | USA Estados Unidos |
|         | CAN Canadá         |
|         | MEX México         |

## Quadro de medalhas
| Posição | Nação              |   |   |   | Total |
| ------- | ------------------ | - | - | - | ----- |
| 1       | CAN Canadá         | 2 | 1 | 0 | 3     |
| 2       | USA Estados Unidos | 1 | 2 | 0 | 3     |
| 3       | MEX México         | 0 | 0 | 2 | 2     |
| 4       | CUB Cuba           | 0 | 0 | 1 | 1     |
| Total   | Total              | 3 | 3 | 3 | 9     |